# Чернава (Милославский район)

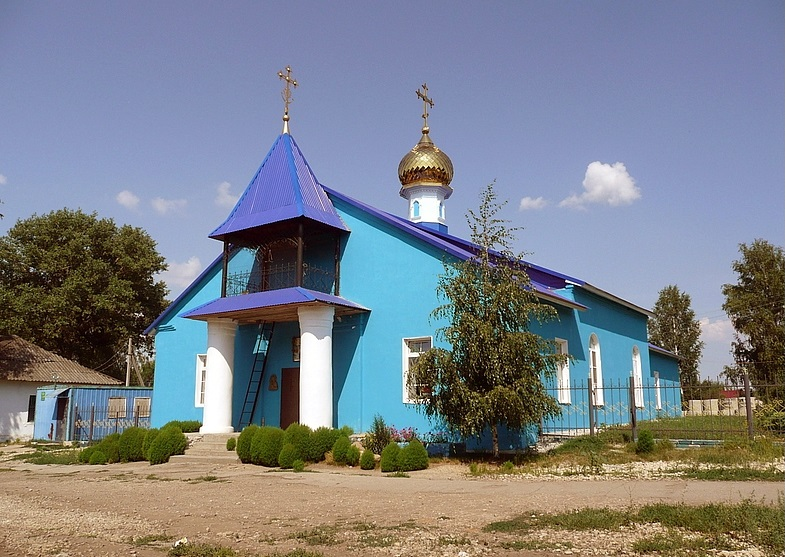
Храм, Чернава, 2007 год.

Черна́ва — село в Милославском районе Рязанской области (Россия). Административный центр Чернавского сельского поселения.

## География
Расположено в 21 км к от районного центра поселка Милославское.

## История
Архангельская церковь в селе, как видно из окладных книг, была построена и освящена в 1676 году. К началу XIX века церковь обветшала, и в 1804 году была поставлена новая с прежним храмоименованием, вместо которой в 1850 году построена новая, также деревянная, Архангельская церковь с приделами Никольским и Флоролаврским. Школа в селе Чернава, открытая местным священником, существовала с 1847 года. В 1875 году открыта женская школа.
В XIX — начале XX века село являлось центром Чернавской волости Скопинского уезда Рязанской губернии. В 1906 году в селе было 660 дворов.
С 1929 года село являлось центром Чернавского сельсовета и Чернавского района Рязанского округа Московской области, с 1937 года — в составе Рязанской области, с 1958 года в составе Милославского района, с 2005 года — центр Чернавского сельского поселения.

## Известные люди родившиеся, проживавшие в Чернаве
Александра Фёдоровна Акимова (1922-2012) — советский военный лётчик, штурман 46-го гвардейского ночного бомбардировочного авиационного полка, гвардии капитан. Герой Российской Федерации (31.12.1994). С 1930 по 1940 годы проживала в селе Чернава.

## Население
| 1859 | 1897  | 1906  | 1926  | 1939  | 2010 |
| ---- | ----- | ----- | ----- | ----- | ---- |
| 2614 | ↗4134 | ↗4817 | ↗5613 | ↗5902 | ↘846 |

## Транспорт
Из Рязани в Чернаву ежедневно курсирует автобус. Время в пути до областного центра — 4 часа. Маршрут автобуса проходит через Милославское, Скопин, Пронск

## Культура
В Чернаве действует общеобразовательная школа и детский сад.

## Религия
Церковь Михаила Архангела, построенная в 1992 году.